# Эстония (общество)

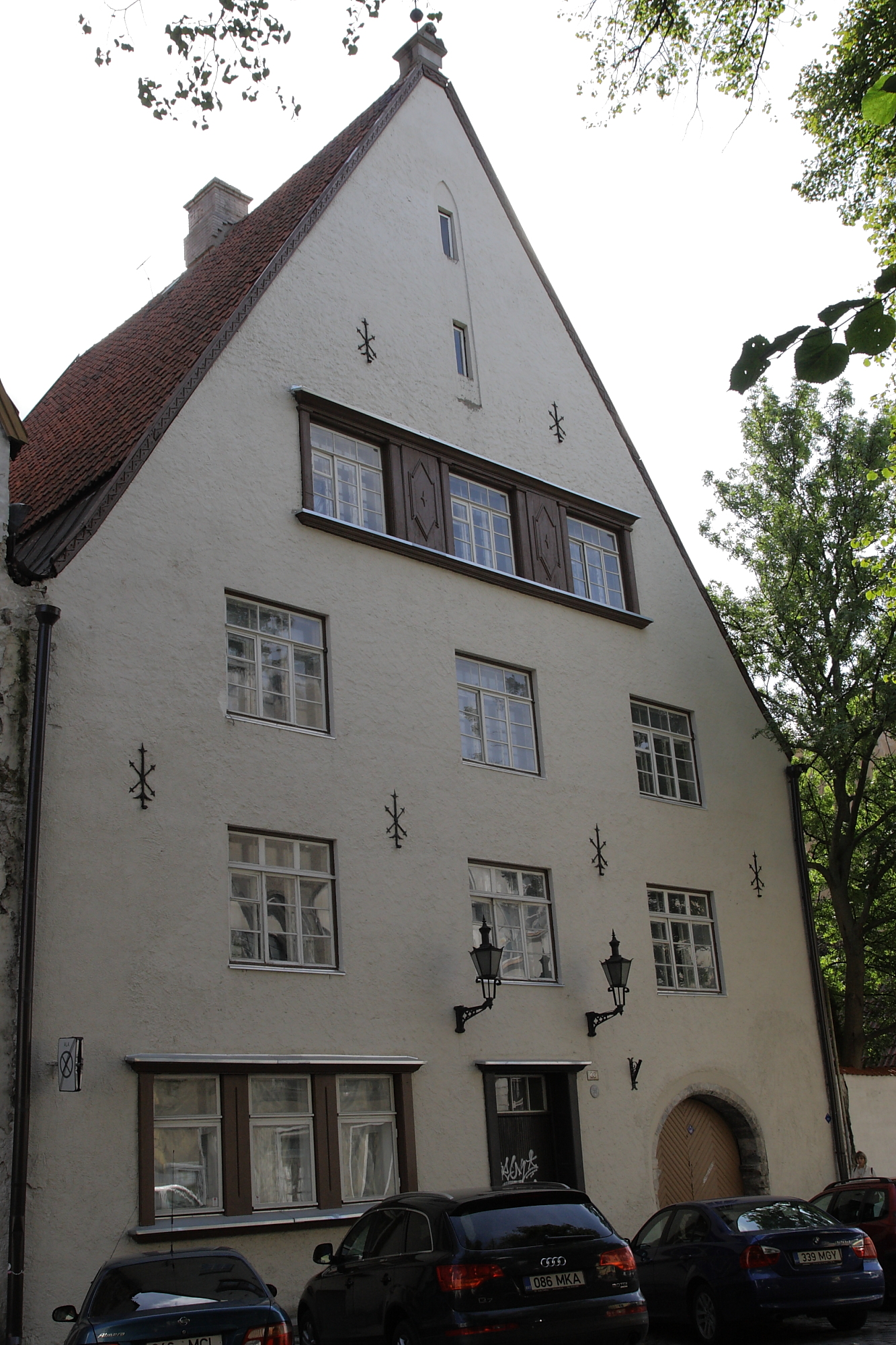
Здание в Таллине, в котором в 1870 действовало общество «Эстония».

Эстония (эст. Estonia selts) — эстонское музыкально-певческое общество, основанное в 1865 году.

## История
Музыкально-певческое общество «Эстония» было основано в Таллине в 1865 году. Первым президентом общества был Роман Антропов.
На первом певческом празднике мужской хор общества получил диплом за первое место.
В 1871 году при «Эстонии» была создана театральная труппа, а в 1906 по инициативе Пауля Пинна и Теодора Альтермана — театр «Эстония».
В 1896 и в 1910 годах общество организовывало VI и VII певческие праздники.
«Эстония» прекратило своё существование в 1940 году. Восстановленное общество вновь начало функционировать в 1990 году.